# Complexos captadors de llum de les plantes

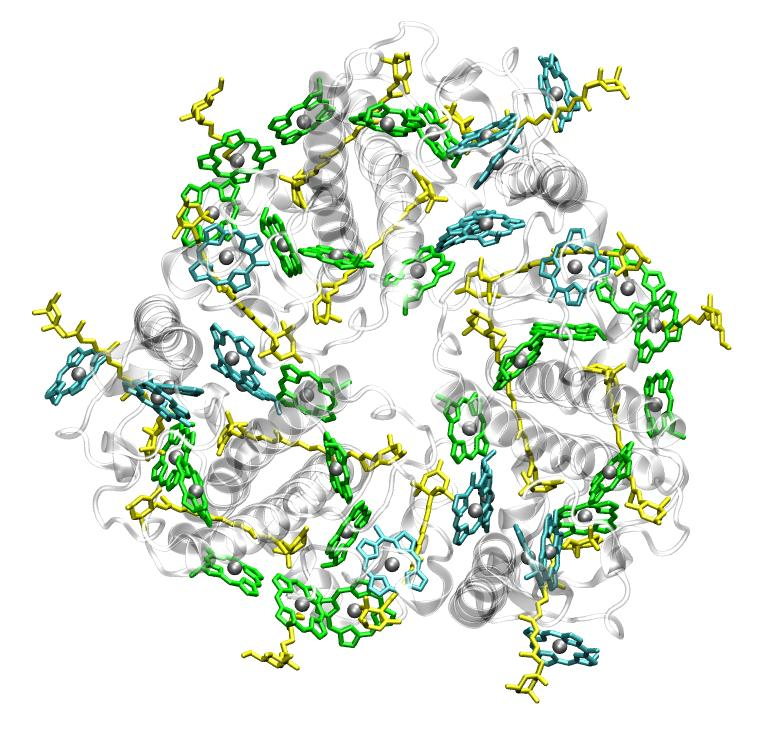
Visió esquemàtica del complex antena fotosistema II de les plantes superiors.

Els complexos captadors de llum de les plantes o complex antena (en anglès: antenna complex o light harvesting complex amb l'acrònim LHC) és un ventall de proteïnes i pigments integrats en la membrana tilacoidal del cloroplast que transfereixen l'energia lluminosa d'un fotó a una molècula de clorofil·la a del centre de reacció d'un fotosistema.

## Estructura i funció
El complex antena té com funció fonamental la d'augmentar la superfície d'un fotosistema per interceptar fotons i transferir-ne l'energia al fotosistema.
Els pigments presents en el complex antena són principalment constituïts per clorofil·la b, xantòfils i carotenoides, on la clorofil·la a es el pigment nucli. Els carotenoides tenen un altre paper com antioxidants per evitar danys oxidatius en la molècula de clorofil·la.

## Complex antena en el fotosistema II
En el fotosistema II, quan una de les dues molècules de clorofil·la a del centre de reacció absorbeixen energia, un electró s'excita i es transfereix a una molècula acceptora dels electrons, la feofitina, dixant la clorofil·la a en un estat oxidat. La clorofil·la oxidada recupera els electrons fent fotolisi que comporta la reducció de les molècules d'aigua per l'oxigen, protons i electrons.
En condicions de llum, la fosforilació reversible de les proteïnes associades a la clorofil·la del complex antena representa un sistema per equilibrar l'energia d'excitació després de les dues fotosíntesis.
Aquesta família comprèn també les proteïnes PSB (PhotoSystem Binding protein) del fotosistema II, que tenen un paper en la fluorescència de la clorofil·la utilitzada per dissipar energia en cas que la rebuda sigui massa alta.